# Adé
Adé ist eine französische Gemeinde mit 834 Einwohnern (Stand 1. Januar 2022) im Département Hautes-Pyrénées in der Region Okzitanien.

## Geografie
Die Gemeinde liegt fünf Kilometer von Lourdes entfernt.

## Geschichte
Die Burg des Dorfes wurde 1360 zerstört, nur die Kapelle blieb erhalten. 1878 wurde die heutige Kirche, die vollkommen durch Spenden finanziert wurde, geweiht.

## Sehenswürdigkeiten
- Rosenkranzkapelle aus dem 11. Jahrhundert

## Bevölkerungsentwicklung
| Jahr      | 1962 | 1968 | 1975 | 1982 | 1990 | 1999 | 2007 | 2016 |
| Einwohner | 394  | 445  | 465  | 514  | 637  | 674  | 731  | 801  |